# Nikola Stančev
Nikola Nikolov Stančev (in bulgaro Никола Николов Станчев?; Tvărdica, 11 settembre 1930 – Burgas, 12 luglio 2009) è stato un lottatore bulgaro, specializzato nella lotta libera. Ha rappresentato la Bulgaria ai Giochi olimpici di Melbourne 1956, dove ha vinto la medaglia d'oro battendo in finale lo statunitense Danny Hodge.